# 布雷博巴赫河
53°59′19″N 13°49′15″E / 53.988547°N 13.820889°E

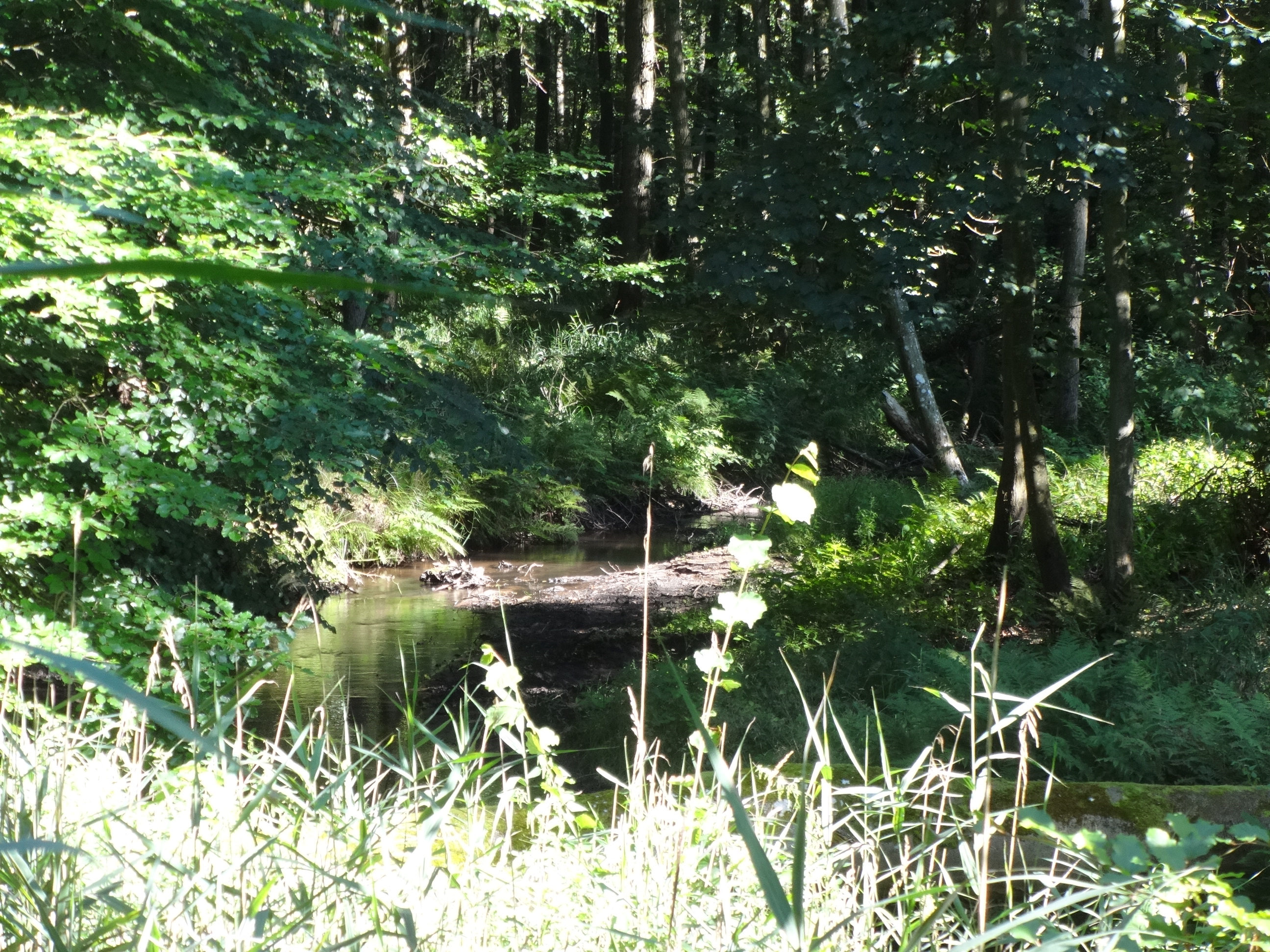
布雷博巴赫河

布雷博巴赫河（德語：Brebowbach），是德國的河流，位於該國東北部，由梅克倫堡-前波美拉尼亞州負責管轄，屬於佩內斯特龍河的支流，河道全長15公里。